# Hammergraben (Cottbus)

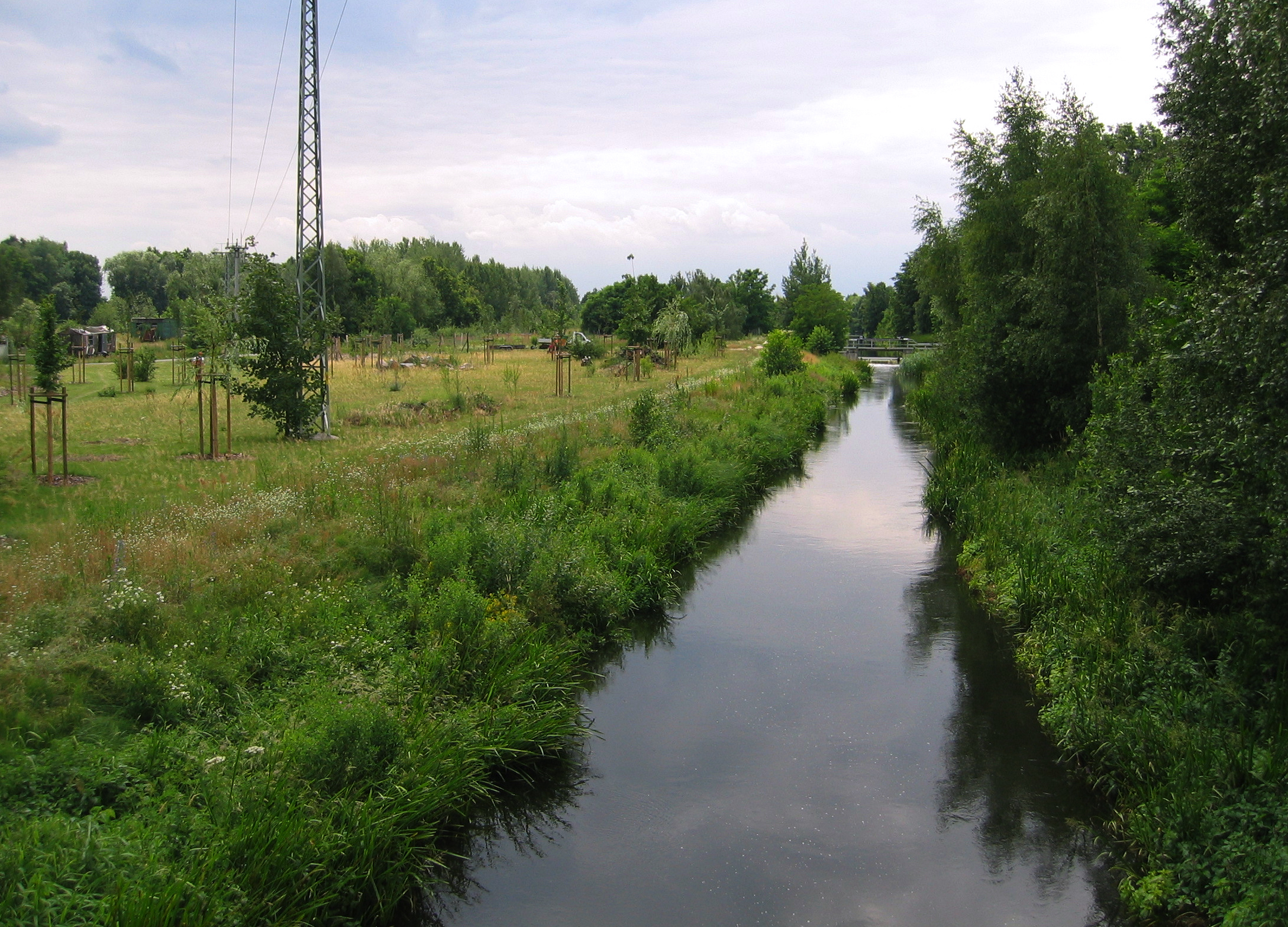
Der neue Hammergraben bei Lakoma

Der Hammergraben (niedersorbisch Goramśica) ist ein Wassergraben, der bereits im 16. Jahrhundert erbaut worden ist, als Zuleiter für die damals 5000 Morgen großen Peitzer Teiche. Sein Lauf beginnt am großen Spreewehr in Cottbus, wo ein Teil der Spree rechtsseitig abgeleitet wird. Das Gewässer wurde und wird, insbesondere in der Umgebung von Peitz, teilweise auch Hammerstrom genannt.
Noch vor dem Wehr zweigt der Hammergraben ab und fließt rund einen Kilometer in Richtung Osten. Dabei wird er von der Bundesstraße 169 Richtung Guben und der Eisenbahnstrecke Cottbus–Guben überquert. Nach einer Richtungsänderung von 90° nach Norden, durchquert er die Hammergrabensiedlung, einen Wohnplatz von Cottbus, und passiert danach Merzdorf. Etwa 700 Meter nach der Unterquerung einer Straßenbrücke westlich Merzdorf teilte sich der Hammergraben ursprünglich, nachdem er kurz zuvor das Wasser vom Tranitzfließ aufgenommen hatte. Der alte Lauf bog nicht weit von hier wieder in Richtung Osten ab, um schließlich die Lakomaer Teichlandschaft mit Wasser zu versorgen. Nach einem Wehr nimmt er heute, durch die Devastierung seitens des Tagebaus Cottbus-Nord, ein jähes Ende. Der seit 2015 ausgekohlte Tagebau wurde von 2019 bis 2024 mit Spreewasser zum Cottbuser Ostsee geflutet, wobei der Hammergraben als Zuleitung fungiert.
Der neue Hammergraben macht an gleicher Stelle einen leichten Linksschwenk, um schließlich parallel zur B 169 auf der Westseite am ehemaligen Dorf Lakoma vorbei zu fließen. Hier hat der Hammergraben mehr das Aussehen eines Kanals und fließt dann als solcher nach gut vier Kilometern bei Maust in den ursprünglichen Hammergrabenverlauf wieder ein. Die Peitzer Teichlandschaft durchflossen und mit Wasser versorgt, trifft der Graben auf den südlichen Ortsrand von Peitz und biegt dort in Richtung Westen ab. In dieser Biegung befindet sich eine vom Gewässer umflossene Insel und es beginnt ein Stichkanal in Richtung Osten zum Kraftwerk Jänschwalde. Im weiteren Verlauf des Hauptgrabens passiert er die Laßzinswiesen und den Ort Maiberg, um dann knapp fünf Kilometer weiter westlich vom Ort auf die Malxe zu treffen. Beide Gewässer vereinen sich dort zum Großen Fließ.
Der Hammergraben steht vom ehemaligen Dorf Lakoma bis zur Einmündung in die Malxe bei Fehrow unter Denkmalschutz.